# Santiago del Campo
Santiago del Campo è un comune spagnolo di 318 abitanti situato nella comunità autonoma dell'Estremadura.

## Monumenti religiosi
- Iglesia de Santiago Apóstol, (chiesa di San Giacomo Apostolo) del secolo XVI, è la chiesa parrocchiale.
- Ermita de la Soledad, (Eremo della solitudine) del secolo XVII.
- Ermita de San Marcos, (Eremo di San Marco), a Nord della città, lungo la strada per Hinojal, del secolo XVII.